# Siegrun Siegl
Siegrun Siegl (Alemania, 29 de octubre de 1954) es una atleta alemana retirada, especializada en la prueba de pentatlón, en la que llegó a ser campeona olímpica en 1976, y en salto de longitud, prueba en la que consiguió ser plusmarquista mundial durante más de dos años, con un salto de 6.99 metros realizado el 19 de mayo de 1976.

## Carrera deportiva
En los JJ. OO. de Montreal 1976 ganó la medalla de oro en la competición de pentatlón, con un total de 4775 puntos, superando a sus paisanas alemanas Christine Laser (plata) y Burglinde Pollak (bronce).